# (15007) Edoardopozio
(15007) Edoardopozio es un asteroide perteneciente al cinturón de asteroides, región del sistema solar que se encuentra entre las órbitas de Marte y Júpiter.
Fue descubierto el 5 de julio de 1998 por Vincenzo Silvano Casulli desde el observatorio de Colleverde.

## Designación y nombre
Designado provisionalmente como 1998 NA fue nombrado en honor del biólogo italiano Edoardo Pozio (n. 1952) quien dirige la investigación en el Istituto Superiore di Sanità de Roma y se desempeña como director del Laboratorio Comunitario de Referencia de Parásitos de la Comisión Europea. Es autor o coautor de más de 250 artículos, la mayoría de ellos en el campo de las enfermedades zoonóticas parasitarias.

## Características orbitales
Edoardopozio está situado a una distancia media del Sol de 2,579 ua, pudiendo alejarse hasta 3,037 ua y acercarse hasta 2,122 ua. Su excentricidad es 0,177 y la inclinación orbital 9,142 grados. Emplea 1513,05 días en completar una órbita alrededor del Sol.

## Características físicas
La magnitud absoluta de Edoardopozio es 13,53. Tiene 5,623 km de diámetro y su albedo se estima en 0,372.